# Future Dream Achievement
特定非営利活動法人Future Dream Achievement (FDA) は、東京都港区に事務所を置き、未就労者及び社会的弱者に対して、雇用環境の構築・創出のための調査研究、非営利型融資及び雇用機会の提供等を行い、地域社会の雇用環境問題解決に寄与している。

## 概要
2010年2月に設立され、障がい者（障がい者手帳を持つ方）、在宅勤務者、引きこもり、ニート、ホームレス、うつ病患者、シニア、ワーキングプア等の雇用の創造を目的とし、就労希望者・支援希望者の集える環境の創造と仕組みの提供を行うことを目的として活動している。2010年10月に行われた『第1回 NIPPON IT チャリティ駅伝』では参加費の一部がFDAへ寄付された。

## 沿革
- 2010年1月 東京都から特定非営利活動法人として認証
- 2010年2月 設立登記

## 理事
- 菅正広（前北海道大学公共政策大学院教授）
- 藤本繁夫（エフ・シー・エス代表取締役）
- 勝見成久（1stホールディングス グループ経営支援室 シニアマネジャー）
- 中桐有道（キャリア・ステーション代表取締役）

## 名誉顧問
- 山本晴義（横浜労災病院センター長、医学博士）
- チャック・ウィルソン（チャックウィルソンエンタープライズ代表取締役社長）
- 三好正也（元経団連事務総長）
- 飯塚久夫（NECビッグローブ代表取締役執行役員）
- 和田裕美（ペリエ代表取締役）
- 石毛宏典（元プロ野球選手）
- 大滝精一（東北大学大学院経済学研究科教授）

## 雑誌
- 「THE21」2011年9月号「未就労者を救うチャリティ駅伝」